# HD 188015 b
HD 188015 b ist ein Exoplanet, der den Gelben Unterriesen HD 188015 alle 461,2 Tage umkreist. Auf Grund seiner hohen Masse wird angenommen, dass es sich um einen Gasplaneten handelt.

## Entdeckung
Der Planet wurde mit Hilfe der Radialgeschwindigkeitsmethode von Geoffrey Marcy et al. im Jahr 2005 entdeckt.

## Umlauf und Masse
Der Planet umkreist seinen Stern in einer Entfernung von ca. 1,2 Astronomischen Einheiten und hat eine Mindestmasse von ca. 1,5 Jupitermassen (ca. 480 Erdmassen).